# Philippe Tatartcheff
 (juin 2021).
La mise en forme du texte ne suit pas les recommandations de Wikipédia : il faut le « wikifier ».
Les points d'amélioration suivants sont les cas les plus fréquents :
- Les titres sont pré-formatés par le logiciel. Ils ne sont ni en capitales, ni en gras.
- Le texte ne doit pas être écrit en capitales (les noms de famille non plus), ni en gras, ni en italique, ni en « petit »…
- Le gras n'est utilisé que pour surligner le titre de l'article dans l'introduction, une seule fois.
- L'italique est rarement utilisé : mots en langue étrangère, titres d'œuvres, noms de bateaux, etc.
- Les citations ne sont pas en italique mais en corps de texte normal. Elles sont entourées par des guillemets français : « et ».
- Les listes à puces sont à éviter, des paragraphes rédigés étant largement préférés. Les tableaux sont à réserver à la présentation de données structurées (résultats, etc.).
- Les appels de note de bas de page (petits chiffres en exposant, introduits par l'outil «  Source ») sont à placer entre la fin de phrase et le point final[comme ça].
- Les liens internes (vers d'autres articles de Wikipédia) sont à choisir avec parcimonie. Créez des liens vers des articles approfondissant le sujet. Les termes génériques sans rapport avec le sujet sont à éviter, ainsi que les répétitions de liens vers un même terme.
- Les liens externes sont à placer uniquement dans une section « Liens externes », à la fin de l'article. Ces liens sont à choisir avec parcimonie suivant les règles définies. Si un lien sert de source à l'article, son insertion dans le texte est à faire par les notes de bas de page.
- La présentation des références doit suivre les conventions bibliographiques. Il est recommandé d'utiliser les modèles {{Ouvrage}}, {{Chapitre}}, {{Article}}, {{Lien web}} et/ou {{Bibliographie}}. Le mode d'édition visuel peut mettre en forme automatiquement les références.
- Insérer une infobox (cadre d'informations à droite) n'est pas obligatoire pour parachever la mise en page.

Pour une aide détaillée, merci de consulter Aide:Wikification.
Si vous pensez que ces points ont été résolus, vous pouvez retirer ce bandeau et améliorer la mise en forme d'un autre article.
Philippe Tatartcheff (né[Quand ?] à Genève, Suisse) est un poète et auteur canadien. Il est plus connu comme l'auteur qui a écrit des chansons en français enregistré par le duo folk Kate et Anna McGarrigle.

## Origines et vie précoce
La famille de Tatartcheff est originaire des cantons suisses de Genève, Vaud, Neuchâtel et Fribourg. [citation nécessaire] Après avoir déménagé à Montréal au début des années 1950, ils se sont finalement installés à Timmins, en Ontario, où leur père, le Dr Michael Tatartcheff, fut médecin et chirurgien, et le médecin de la ville:229. Son grand-père, le Dr Assen Tatartcheff, était membre du Front de libération macédonien IMRE[réf. souhaitée].
Tatartcheff a fréquenté un collège classique français à Timmins, puis l'Université McGill avant de partir à Paris au début de 1969,  pour un master en littérature française à la Sorbonne, où il a présenté une thèse sur le sujet de Jules Vallès:229–230,. Alors qu'il était à McGill, il a rencontré Anna McGarrigle, qui étudiait à Beaux-Arts à l'époque (1964-1968):212,229–230.
En 1974, après le retour de Tatartcheff à Montréal, Anna McGarrigle lui a demandé de l'aider à écrire une chanson, qui est devenue Complainte pour Sainte-Catherine, présente dans le premier album des sœurs, Kate et Anna McGarrigle:233–234. Comme McGarrigle l'a rappelé plusieurs années plus tard : 
« À la fin du printemps 1973, (...) J'ai écrit une chanson en français à l'accordéon au sujet de Henri Richard, le capitaine des Canadiens de Montréal avec Richard Baker, un jeune musicien de la Colombie-Britannique. (...) L'idée était de la sortir pour les séries éliminatoires de hockey de 1974, mais nous avions besoin d'une autre chanson française pour le côté B et avons demandé à Philippe, alors de retour à Montréal, de m'aider à écrire quelque chose. La chanson qu'on a écrite était Complainte pour Sainte-Catherine.  Ça nous a pris en tout 20 minutes. (...) La plupart des gens qui ont entendu Complainte pour Sainte-Catherine l'ont aimé. Notre producteur Joe Boyd voulait que nous enregistrions. »
— Anna McGarrigle, Mountain City Girls.
Tatartcheff apporterait un total de vingt-quatre chansons enregistrées par les sœurs McGarrigle, la plupart en français.
À un moment donné, il est également devenu agriculteur à Dunham, au Québec, selon les notes de pochette de l'album The McGarrigle Hour.

### Discographie
avec Anna McGarrigle
- Complainte pour Sainte-Catherine[3]
- Naufragée du Tendre[4]
- Mais quand tu danses[5]
- Excursion à Venise
- Avant la guerre
- À boire
- Rainbow Ridel[6]
- Arbre[7]
- Pour toujours et la même chose[8]

avec Kate McGarrigle
- Side of Fries[9]
- Entre Lajeunesse et la sagesse[5]
- Cheminant à la ville

avec Kate et Anna McGarrigle
- Remplisseuse de ton (a.k.a. Bientôt Montant)[9]
- La valse du maître draveur, interprétée par la Cité de la Montagne Quatre (Écrit par Wade Hemsworth et traduit en français par Philippe Tatartcheff)[10]
- Accrocher votre cœur[7]
- Petite annonce amoureuse[11]
- Ah tournesol
- Hurle le vent
- La Vache qui pleure
- Rose blanche
- Tant le monde
- Ce matin
- Dans le silence

seul (enregistré par Kate et Anna McGarrigle)
- DJ Serenade[6]

solo
- Country Bar, Northern Star[1]:229
- Sans cœur et sans béquille:237

## Vidéos
Tatartcheff a également téléchargé quelques vidéos :
- Se rapprocher de Montréal (2011)[13]
- Vaches dans la neige (2008)[14]
- Chiens dans la neige (2008)[15]
- Le matin de Frelighsburg (2008)[16]